# 피터르 산레담
피터르 얀스 산레담(네덜란드어: Pieter Jansz Saenredam, 1597년 6월 9일~1665년 5월 31일)은 네덜란드의 화가이다.

## 생애
1597년 6월 9일 태어났다. 아버지는 판화가인 얀 산레담이다. 1623년 하를럼에서 화가조합원이 됐으며 1635년에는 서기가 됐다. 하를럼에서 주로 활동했다. 교회 내부를 원근법에 따라 그린 회화로 유명하다. 1665년 5월 31일 죽었다.

## 주요 작품

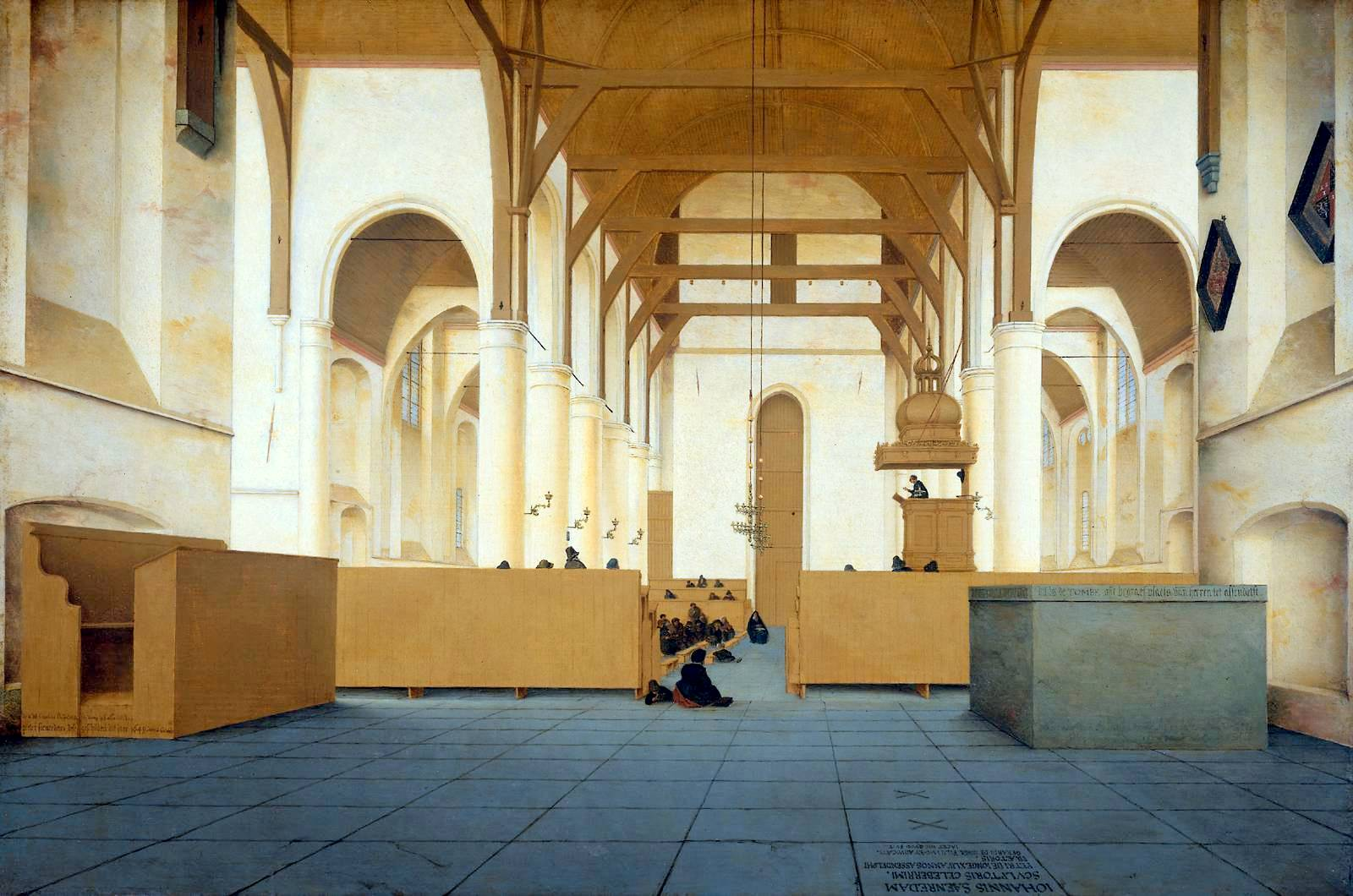
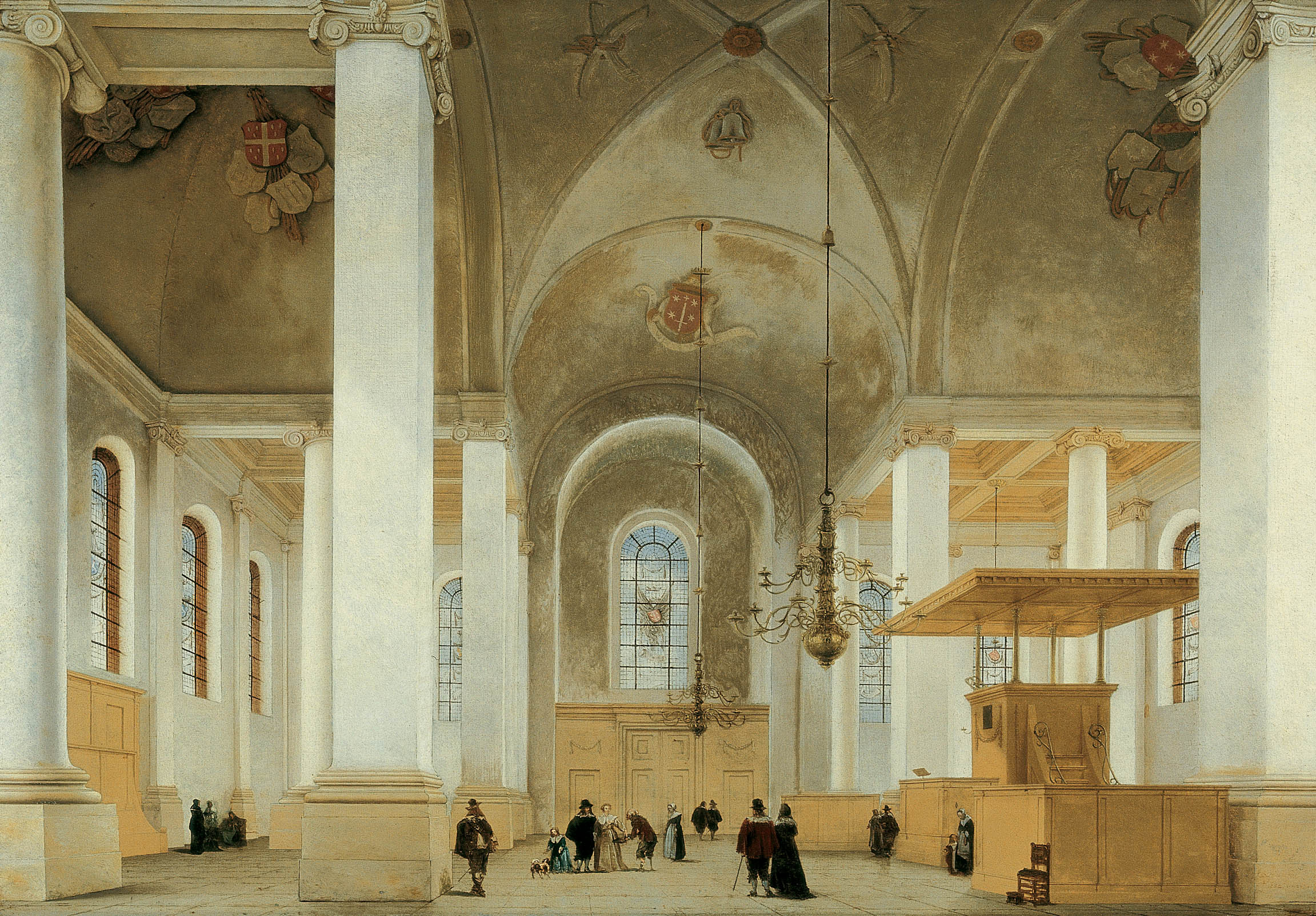
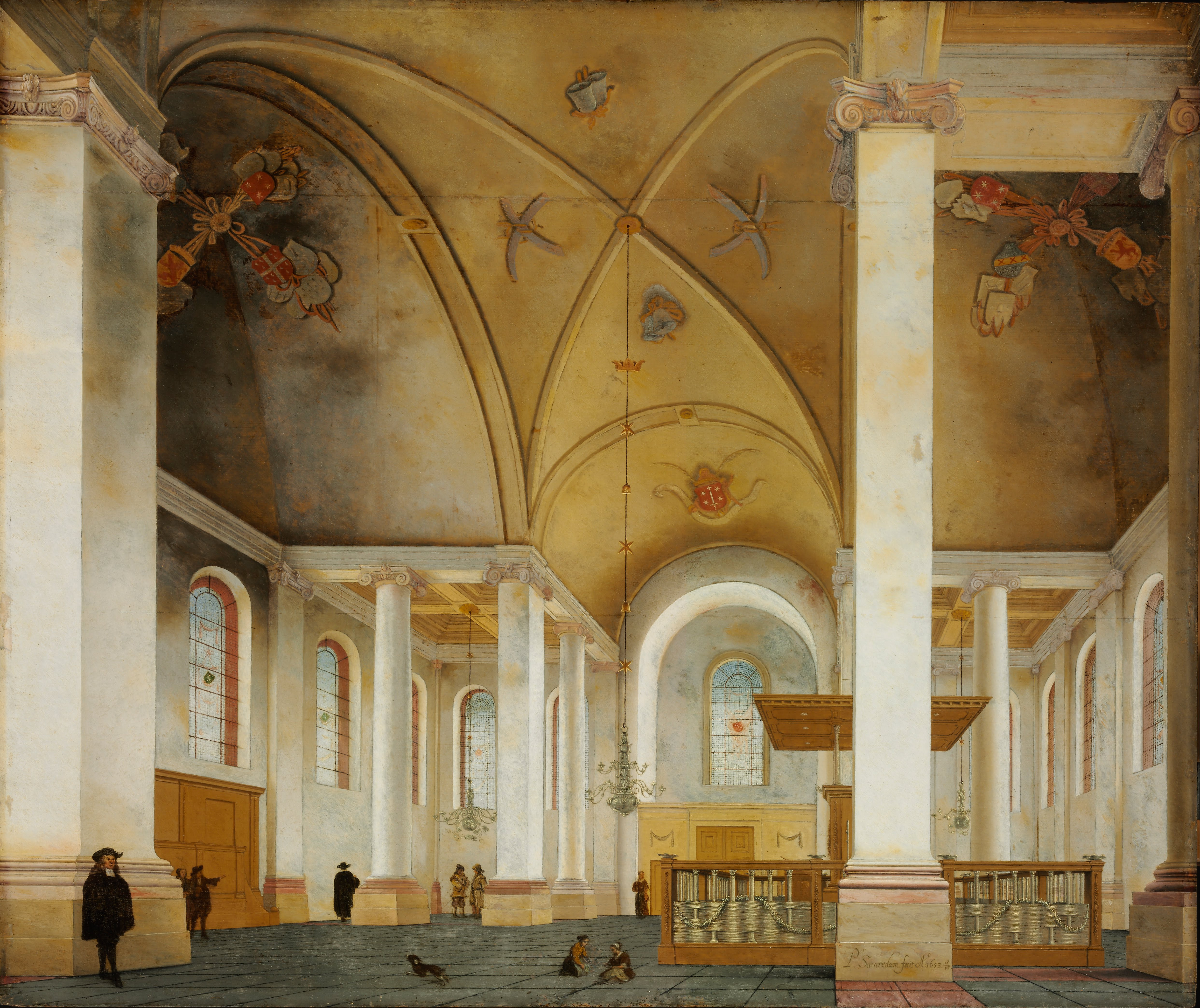